# Demoni și miracole
Demoni și miracole (în franceză Démons et Merveilles) este o colecție de ficțiune scurtă de groază a scriitorului american H. P. Lovecraft. Conține patru texte scrise între 1919 și 1933, al căror personaj principal este Randolph Carter.
Această colecție nu are echivalent în limba engleză. A fost publicată pentru prima dată în 1955 în colecția Lumière Interdicte de Editions Deux-Rives. Povestirile sunt traduse de Bernard Noël.
Titlul lucrării este împrumutat din cântecul Démons et Merveilles, de Jacques Prévert și Maurice Thiriet, care apare pe coloana sonoră a filmului Trubadurii diavolului regizat de Marcel Carné în 1942.
În limba română, colecția a apărut la Editura Corint în traducerea lui Traian Fințescu.

## Cuprins

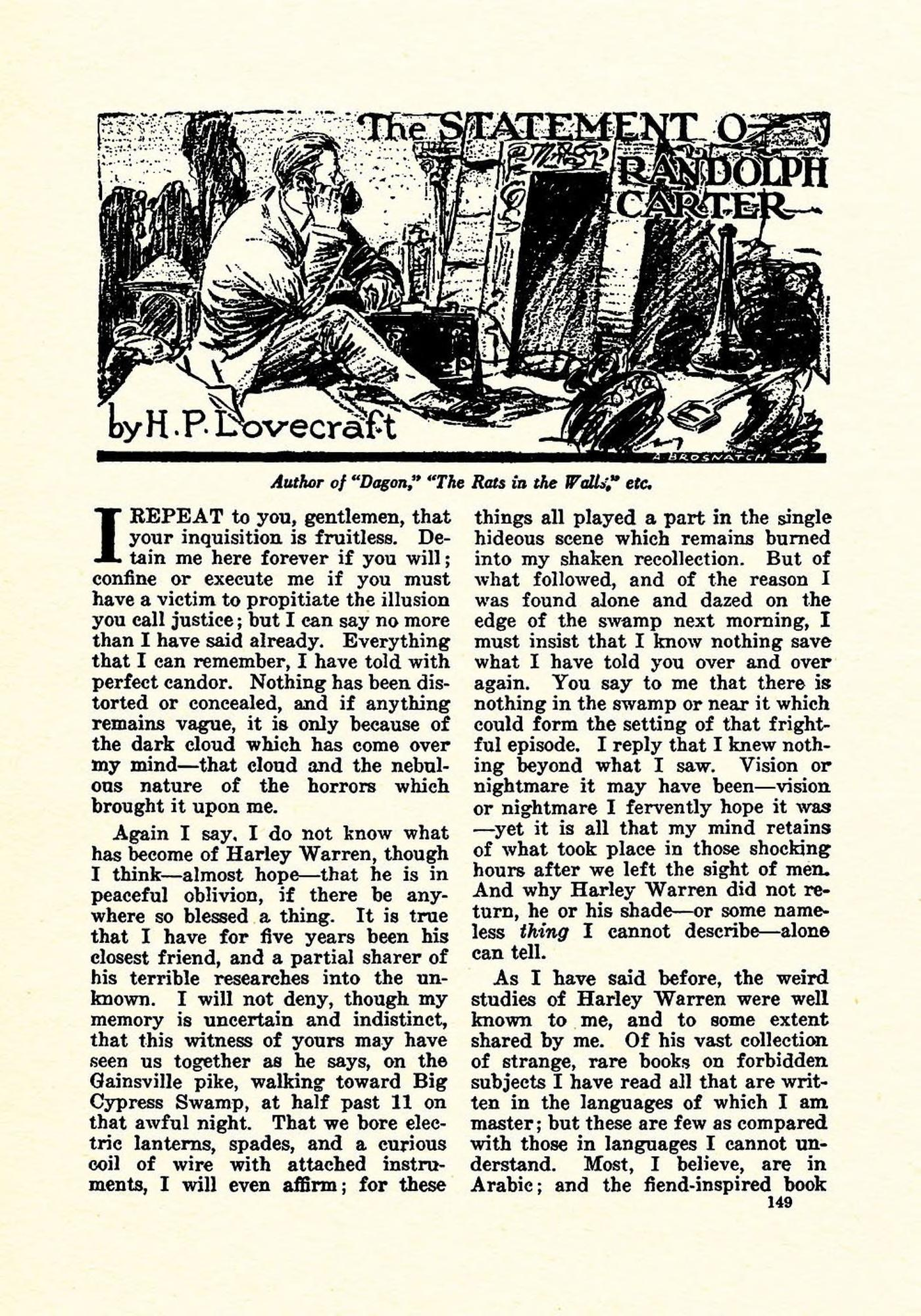

- „H.P. Lovecraft, acest mare geniu din altă parte. Prefață” de Jacques Bergier. În limba română „Un exilat în timp. Prefață” de Traian Fințescu
- „Depoziția lui Randolph Carter”. Scrisă în 1919, publicată pentru prima dată în The Vagrant nr. 13, mai 1920[6]
- „Cheia de argint”. Scrisă în 1926, publicată pentru prima dată în Povestiri ciudate, ianuarie 1929
- „Dincolo de poarta cheii de argint”. Scrisă în colaborare cu E. Hoffmann Price în 1933, publicată pentru prima dată în Weird Tales, iulie 1934
- În căutarea cetății Kadath. Nuvelă scrisă în 1927, publicată pentru prima dată în colecția Dincolo de zidul somnului, Arkham House, 1943[7]
- „Concluzie”